# Paseos de Chavarría
Paseos de Chavarría es una localidad de México ubicada en el municipio de Mineral de la Reforma, en el estado de Hidalgo. Se encuentra conurbada a Pachuca de Soto y pertenece a su zona metropolitana.

## Historia
El 15 de julio de 2011 se reconoce oficialmente como localidad. Es desarrollo habitacional de Casas Quma, construido en los terrenos de la antigua hacienda.

## Geografía
Se encuentra en la región geográfica de la Cuenca de México (Valle de Tizayuca).. Le corresponden las coordenadas geográficas 20° 02’ 42.769” de latitud norte y 98° 43’ 16.444” de longitud oeste, con una altitud de 2342 m s. n. m. Cuenta con un clima semiseco templado.
En cuanto a fisiografía se encuentra dentro de la provincia del Eje Neovolcánico, dentro de la subprovincia de Lagos y Volcanes de Anáhuac; su terreno es de llanura y lomerío. En lo que respecta a la hidrografía se encuentra posicionado en la región del Pánuco, dentro de la cuenca del río Moctezuma, en la subcuenca de río Tezontepec.

## Demografía
En 2020 registró una población de 22 023 personas, lo que corresponde al 10.86 % de la población municipal. De los cuales 10 612 son hombres y 11 411 son mujeres. Tiene 7045 viviendas particulares habitadas.